# 鮎川村 (和歌山県)
鮎川村（あゆかわむら）は、和歌山県西牟婁郡にあった村。現在の田辺市鮎川、上富田町大字下鮎川にあたる。

## 地理
- 山岳：大森山、分領山、麦粉森山
- 河川：富田川、内ノ井川

## 歴史
- 1889年（明治22年）4月1日 - 町村制の施行により、近世以来の鮎川村が単独で自治体を形成。
- 1956年（昭和31年）9月30日 - 分割し、1 - 390番地の一部が上富田町に編入、残部が三川村および富里村の一部（平瀬・和田・下川上・下川）と合併して大塔村が発足。同日鮎川村廃止。